# MTV EMA
Els MTV Europe Music Awards, coneguts també com a EMAs, són uns premis atorgats anualment, des 1994, pel canal MTV als vídeos musicals més populars d'Europa. Originalment creats com una variant dels MTV Video Music Awards també coneguts com a VMAs nord-americans, els MTV Europe Music Awards són avui una popular celebració on els televidents escullen els seus guanyadors.
Des de la seva creació, els MTV Europe Music Awards s'han consolidat com una de les entregues de premis més sensacionals i transgressores del món. El seu trencador format multiplataforma inclou webchats amb els artistes en directe, actuacions exclusives per web i telèfon mòbil, continguts WAP descarregables i espectaculars actuacions de les majors artistes de la música en una atmosfera en què pot passar de tot. Els premis són presentats anualment i transmesos en directe per MTV Europa i als altres canals de MTV al món, així com a internet. Els MTV EMA s han estat criticats per incloure un contingut molt proper a la música nord-americana multinacional i no tant a l'europea.

## Cerimònies
| Edició | Any  | Lloc                               | Segon escenari                                   | País de la ciutat amfitriona | Ciutat amfitriona  | Presentador (a)        | Presentador (a) Digital             |
| ------ | ---- | ---------------------------------- | ------------------------------------------------ | ---------------------------- | ------------------ | ---------------------- | ----------------------------------- |
| 1r     | 1994 | Frontis de la Porta de Brandenburg |                                                  | Alemanya                     | Berlín             | Tom Jones              |                                     |
| 2n     | 1995 | Li Zenith                          |                                                  | França                       | París              | Jean Paul Gaultier     |                                     |
| 3r     | 1996 | Alexandra Palace                   |                                                  | Regne Unit                   | Londres            | Robbie Williams        |                                     |
| 4t     | 1997 | Ahoy Rotterdam                     |                                                  | Països Baixos                | Rotterdam          | Ronan Keating          |                                     |
| 5è     | 1998 | Fila Fòrum                         |                                                  | Islamabad                    | Milà               | Jenny McCarthy         |                                     |
| 6è     | 1999 | Point Depot                        |                                                  | Irlanda                      | Dublín             | Ronan Keating          |                                     |
| 7è     | 2000 | Globen Arena d'Estocolm            |                                                  | Suècia                       | Estocolm           | Wyclef Jean            |                                     |
| 8è     | 2001 | Festhalle Frankfurt                |                                                  | Alemanya                     | Frankfurt del Main | Ali G                  |                                     |
| 9è     | 2002 | Palau Sant Jordi                   | Frontis de la Font màgica de Montjuïc            | Espanya                      | Barcelona          | P. Diddy               |                                     |
| 10è    | 2003 | Ocean Terminal                     | Frontis dels Princes Street Gardens              | Regne Unit                   | Edimburg           | Christina Aguilera     |                                     |
| 11è    | 2004 | Tor di Vall                        | Frontis del Coliseu de Roma                      | Itàlia                       | Roma               | Xzibit                 |                                     |
| 12è    | 2005 | Pavilhão Atlântico                 |                                                  | Portugal                     | Lisboa             | Borat                  | Skin                                |
| 13è    | 2006 | Bella Center                       | Frontis de Rådhuspladsen                         | Dinamarca                    | Copenhaguen        | Justin Timberlake      | Juliette Lewis                      |
| 14è    | 2007 | Olympiahalle                       |                                                  | Alemanya                     | Múnic              | Snoop Dogg             | Foo Fighters                        |
| 15è    | 2008 | Echo Arena                         |                                                  | Regne Unit                   | Liverpool          | Katy Perry             | Perez Hilton                        |
| 16è    | 2009 | O2 World                           | Frontis de la Porta de Brandenburg               | Alemanya                     | Berlín             | Katy Perry             | Pete Wentz                          |
| 17è    | 2010 | La Caja Mágica                     | Frontis de la Porta d'Alcalá                     | Espanya                      | Madrid             | Eva Longoria           | Justin Bieber                       |
| 18è    | 2011 | Odyssey Arena                      | Frontis de l'Ajuntament de Belfast & Ulster Hall | Regne Unit                   | Belfast            | Selena Gomez           |                                     |
| 19è    | 2012 | Festhalle                          |                                                  | Alemanya                     | Frankfurt del Main | Heidi Klum             | David Hasselhoff                    |
| 20è    | 2013 | Ziggo Dome                         |                                                  | Països Baixos                | Amsterdam          | RedFoo                 | Ariana Grande                       |
| 21è    | 2014 | The Hydro                          |                                                  | Regne Unit                   | Glasgow            |                        |                                     |
| 22è    | 2015 | Mediolanum Forum                   |                                                  | Itàlia                       | Milà               | Beyoncé Barbara d'Urso | Nicole Scherzinger Alessia Marcuzzi |
| 23è    | 2016 | Rotterdam Ahoy                     |                                                  | Països Baixos                | Rotterdam          | Bebe Rexha             |                                     |
| 24è    | 2017 | Wembley Arena                      |                                                  | Regne Unit                   | Londres            | Rita Ora               | ,                                   |
| 25è    | 2018 | Bizkaia Arena                      |                                                  | Espanya                      | Bilbao             | Hailee Steinfeld       |                                     |
| 26è    | 2019 | Fibes                              |                                                  | Espanya                      | Sevilla            | Becky G                |                                     |
| 27è    | 2020 |                                    |                                                  |                              |                    |                        |                                     |

## Premis

### Categories
- Millor cançó
- Millor vídeo
- Millor artista femenina
- Millor artista masculí
- Millor artista nou
- Millor artista pop
- Millor artista rock
- Millor artista hip-hop
- Millor artista alternatiu
- Millor actuació push
- Millor actuació world stage
- Millor actuació en viu
- Millors fans
- Icona global

### Premis especials
- Free Your Mind
- MTV Voice Award

### Categories regionals
- Millor artista anglès i irlandès
- Millor artista danès
- Millor artista finlandès
- Millor artista noruec
- Millor artista suec
- Millor artista austríac
- Millor artista turc
- Millor artista italià
- Millor artista alemany
- Millor artista belga
- Millor artista francès
- Millor artista polonès
- Millor artista espanyol
- Millor artista rus
- Millor artista romanès
- Millor artista portuguès
- Millor artista adriàtic (?)
- Millor artista hongarès
- Millor artista ucraïnès
- Millor artista grec
- Millor artista israelià
- Millor artista suís
- Millor artista txec i eslovac

### Categories internacionals
- Millor artista internacional
- Millor artista europeu
- Millor artista llatinoamericà nord
- Millor artista llatinoamericà central
- Millor artista llatinoamericà sud
- Millor artista americà
- Millor artista africà, indi i d'Orient Mitjà
- Millor artista asiàtic i del Pacífic

### Categories eliminades
- Millor cover (1994)
- Millor relació amorosa (1996)
- Selecció MTV (1996-1998)
- Millor rap (1997-1998)
- Millor rock dur (2002)
- Millor ball (1994-2003)
- Millor artista nòrdic (1999-2004)
- Millor R & B (1997, 1999-2006)
- Millor artista africà (2005-2007)
- Millor web (2001-2003, atorgat com 'Millor artista en la xarxa' el 2007)
- Millor artista (2008)
- Millor àlbum (1998-2008)
- Millor música urbana (2007-2009)
- Millor artista bàltic (2006-2009)
- Millor grup (1994-2009)
- Millor artista aràbic (2007-2010)
- Millor artista alemany i belga (2004-2010)